# 2000光年のかなたに
「2000光年のかなたに」（2000 Light Years From Home）は、ローリング・ストーンズの楽曲。1967年のアルバム『サタニック・マジェスティーズ』収録。作詞・作曲はミック・ジャガーおよびキース・リチャーズ。

## 解説
レコーディングは1967年6月、そして9月に、ロンドンのオリンピック・スタジオで行われた。逆回転再生や様々な効果音を用いた浮遊感のあるサウンドで、サイケデリックな作風となった『サタニック・マジェスティーズ』の中でも特にサイケデリックな曲調となっている。ミック・ジャガーは、リリースから間もない頃に「『サタニック…』の中では一番好きだ。ステレオで聴くとひどいけど」とコメントしている。アメリカ他数カ国で「シーズ・ア・レインボー」のB面としてシングルカットされた。
ミュージックビデオも制作されている。監督はピーター・クリント。この映像はドイツのテレビ番組「ビート・クラブ」などで使用された。

## コンサート・パフォーマンス
『サタニック…』収録曲のほとんどがそうであるように、この曲もステージでの再現が難しいため、リリースからしばらくはストーンズのコンサートで演奏されることはなかった。ただし、リリース当時の1967年12月に、音楽番組「トップ・オブ・ザ・ポップス」出演時にこの曲を当て振りで披露したことがある。その後、発表から20年以上経った1989年のスティール・ホイールズ／アーバン・ジャングル・ツアーで初めてセットリストに入り、観衆からは驚きをもって迎えられた。このツアー中の1990年6月13日、スペイン、バルセロナのオリンピック・スタジオでのライブ音源が、シングル「ハイワイアー」のカップリング曲として発表された。
その後再び20年以上コンサートのセットリストから外されるが、2013年に久々に披露された。

## レコーディング・メンバー
- ミック・ジャガー - リード＆バッキング・ボーカル、マラカス[1]
- キース・リチャーズ - エレキギター、ベース、バッキング・ボーカル[1]
- ブライアン・ジョーンズ - メロトロン[1]
- ビル・ワイマン - シンセサイザー[1]
- チャーリー・ワッツ - ドラムス[1]
- ニッキー・ホプキンス - ピアノ[1]
- エディ・クレイマー - クラベス[1]